# Polystichum inadae
Polystichum inadae är en träjonväxtart som beskrevs av Kurata. Polystichum inadae ingår i släktet Polystichum och familjen Dryopteridaceae. Inga underarter finns listade.